# Малко-Тирново
Ма́лко-Ти́рново (болг. Малко Търново) — місто в Бургаській області Болгарії. Адміністративний центр громади Малко-Тирново.

## Населення
За даними перепису населення 2011 року у місті проживали 2447 осіб.
Національний склад населення міста:
| Національність   | Кількість осіб | Відсоток |
| ---------------- | -------------- | -------- |
| болгари          | 1990           | 91,5%    |
| цигани           | 140            | 6,4%     |
| турки            | 17             | 0,8%     |
| інша             | 8              | 0,4%     |
| не визначились   | 20             | 0,9%     |
| Всього відповіли | 2175           |          |

Розподіл населення за віком у 2011 році:
Динаміка населення:

## Географія
Малко-Тирново розташоване в центральній частині гір Странджа.  Через місто проходить європейська дорога E87.  У безпосередній близькості знаходиться пункт пропуску Малко-Тирново.

### Клімат
Клімат Малко-Тирново - гірський і чорноморський.

## Історія

### Античність і середньовіччя

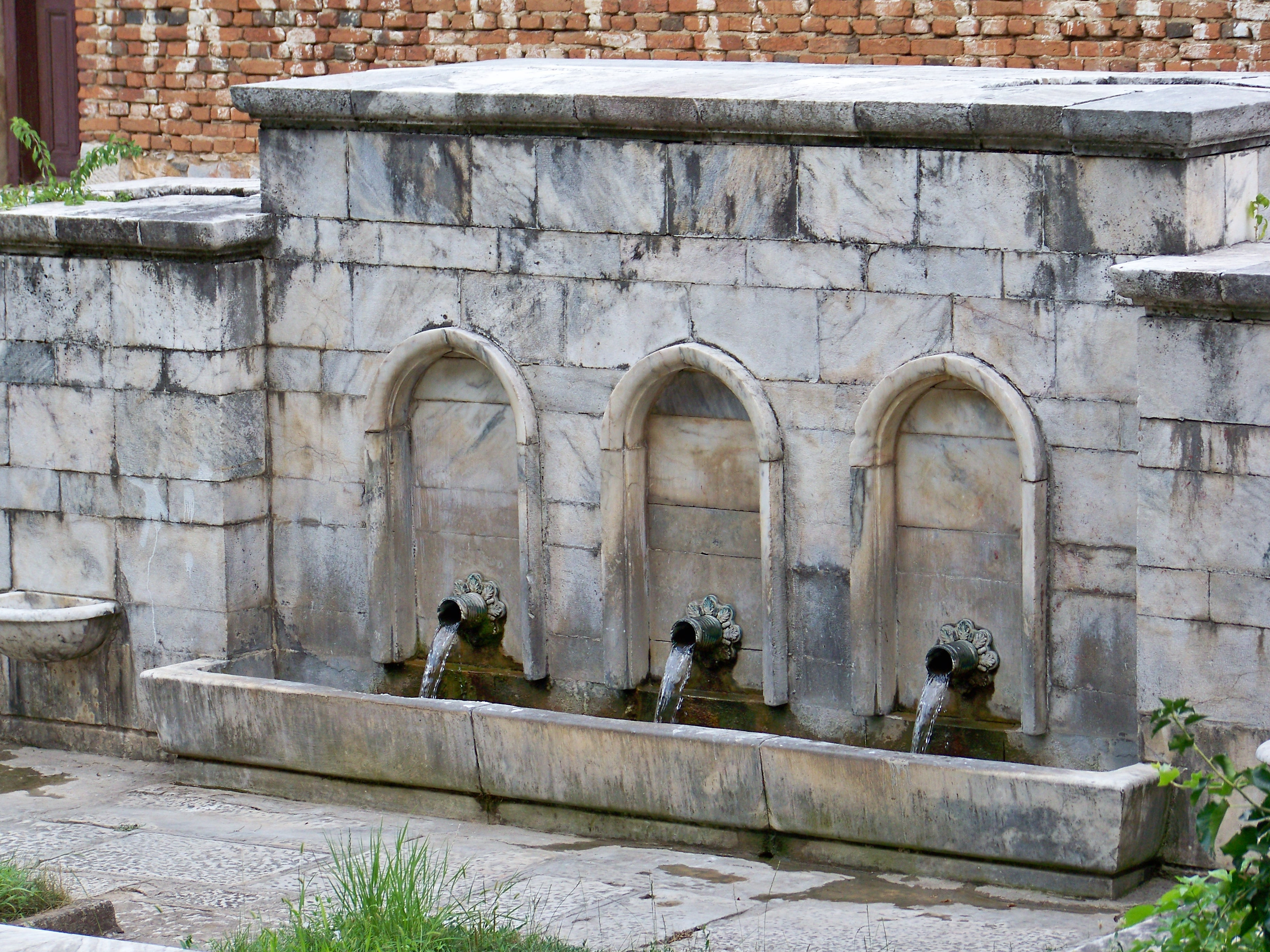
Чашма

Перше поселення на місці сьогоднішнього Малко-Тирново - фракійське.  З часів візантійського імператора Костянтина місцевість розвивалася культурно і економічно завдяки близькості до столиці Візантії, Константинополя.

### Османський період
Жителі міста Малко-Тирново та населених пунктів області є нащадками старого болгарського населення.  Останнім часом вони жили в невеликих поселеннях і колибах навколо сьогоднішнього Малко-Тирново.  Це підтверджується наявними документами та науковими дослідженнями.  Про це свідчать топонімічні назви місцевостей регіону, а також типові болгарські імена, що збереглися в  церковних реєстрах.  Незалежно від міграційних процесів, етнодемографічний склад населення Малко-Тирново та області залишається суто болгарським.
Сьогоднішнє місто було засновано наприкінці XVI - початку XVII ст.
У першій половині 19 століття населення міста досягло 3500 жителів.  Основним заняттям є вівчарство і ремесла, а також видобуток мармуру.
На початку XIX століття в Малко-Тирново відкрили монастирську школу, в 1840-х - світську, через  тридцять років - і школу для дівчат.
У 19 столітті Малко-Тирново є частиною Визенської кази Едірнського вілаєту Османської імперії. Згідно з "Етнографією селищ Адріанополя, Монастиря і Салоніки", опублікованої в Константинополі в 1878 році, яка  відображає статистику чоловічого населення з 1873 року, Тирново (Тірново) - місто з 1400 домогосподарствами і 5860 болгарами.
Після укладення Берлінського договору місто залишалося в межах Османської імперії.
Після придушення Ілліден-Преображенського повстання 1903 року Малко-Тирново було сильно пошкоджено. У поселенні налічується близько 1200 будинків, більшість з яких були розграбовані, понад 5000 жителів були змушені тікати, загинули 18 людей, у місті залишається тільки один з трьох священиків.
З 1913 року Малко-Тирново знаходиться на території Болгарії.
У 1980-х роках Малко-Тирново значно розвинулося після ініціативи перетворити Странджа-Сакар на "Республіку молоді". У 1982 році відкрито великий цех косметики, підрозділ "Арома" -Софія, а через рік філію Інституту технічної кібернетики та робототехніки при Болгарській академії наук

## Політика

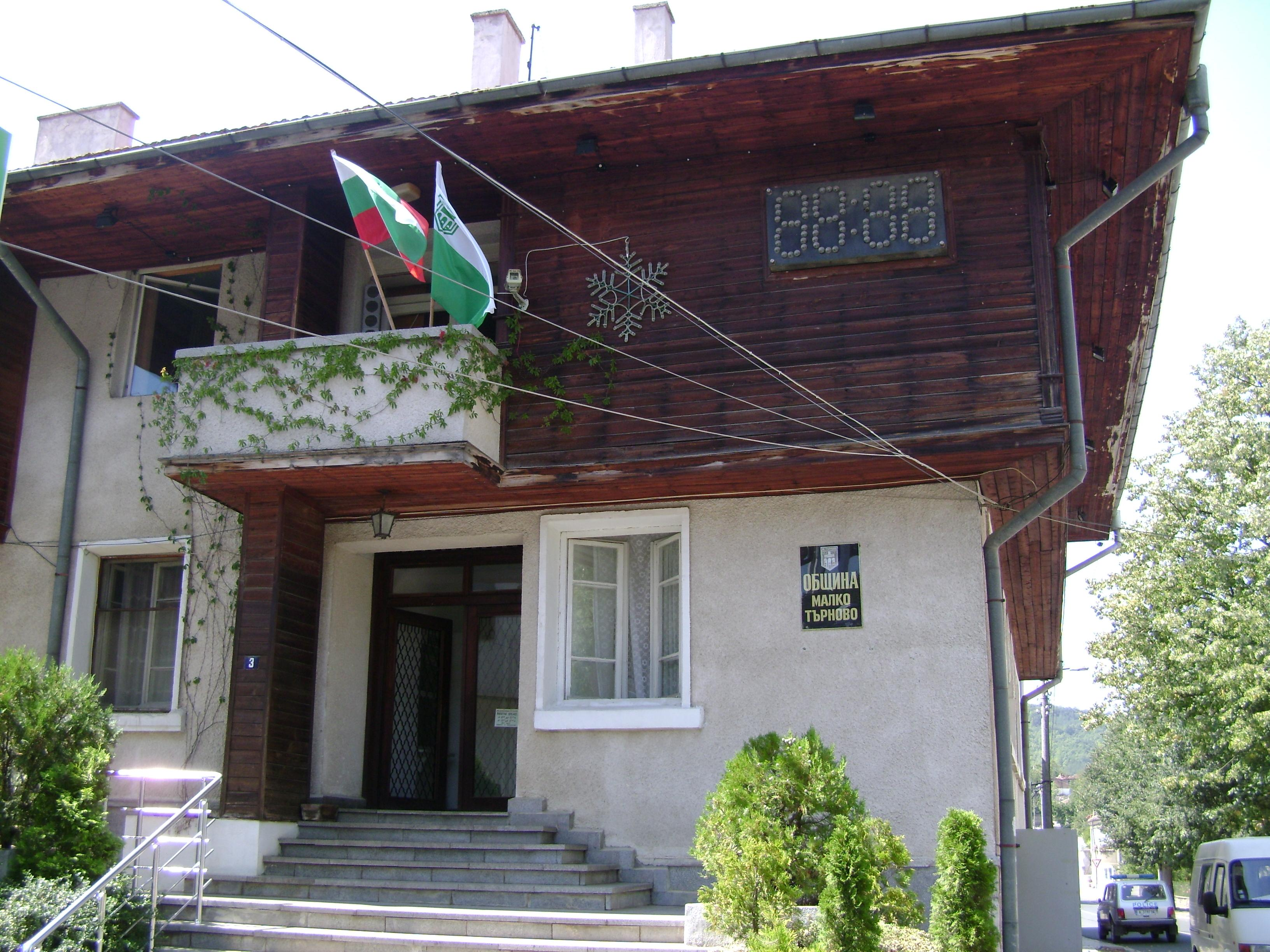
Община Малко-Тирново

### Мер
Міським головою муніципалітету Малко-Тирново є Ільян Янчев.

### Міська рада
Головою муніципальної ради є Тодор Браяновський.

### Економіка
До 1990 року  існувало гірничне діло, є також збагачувальна фабрика, завод електроніки, будівельне підприємство, лісова промисловість, тваринництво, завод побутової хімії і косметики і т.д.
Сьогодні згадані галузі в місті не працюють, що призводить до зростання безробіття та міграції молоді до великих болгарських міст, а також за кордон.

## Визначні пам'ятки

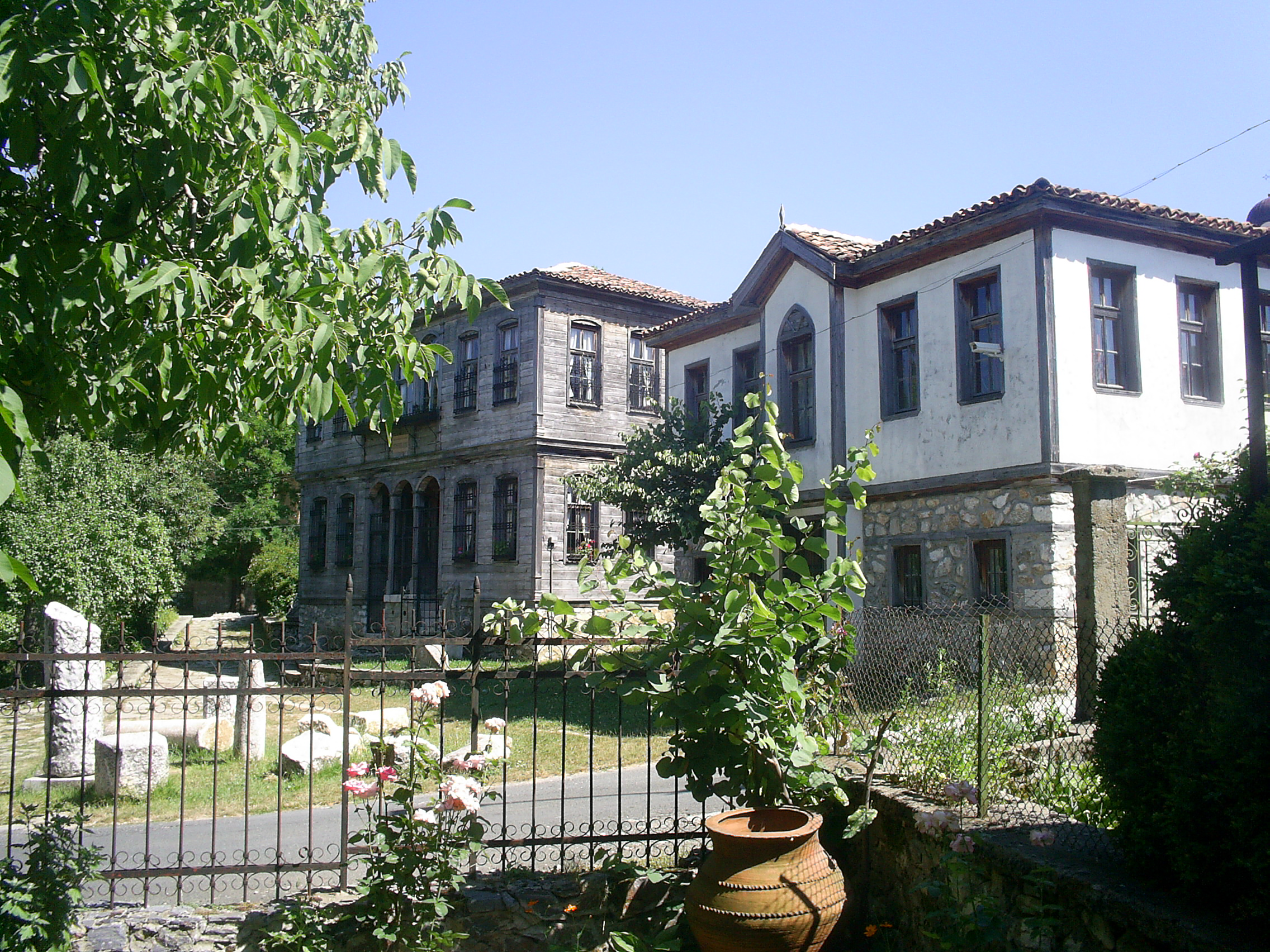
Археологічний та історичний музей

В околицях Малко-Тирново розташовані наступні пам'ятки зі ста національних туристичних об'єктів Болгарського туристичного союзу: №6 - історична місцевість Петрова нива,  історичний музей.
У Малко-Тирново та його околицях є численні археологічні об`єкти,  пов'язані з фракійцями . На думку ряду відомих дослідників, тут існувало село глибокої давнини, про що говорять  знахідки різних епох. Дуже цікавими для відвідувачів є дві купольні фракійські гробниці біля міста. Побудовані з точно оброблених мармурових блоків, вони є твором монументального будівництва фракійців з 5-го до 3-го століття до нашої ери і представляють похоронні звичаї аристократії. Археологічні знахідки доводять, що поховання відбувалися в і римську епоху. Задокументовано і опубліковано дослідження про фракійску культову будівлю (гробницю) під насипом на болгарській території Странджи в місцовості "Пропада" в 5 км на північний - захід від міста. Курган був побудований на вершині високого пагорба і дав початок некрополю з 40 курганів. У дослідженні двох з них у 2001 році було виявлено дві нові цікаві гробниці  римської епохи. Дуже вражаючою  є гробниця в урочищі Мишкова Нива, на 13 км на південний захід від міста. Використовувалася як героон (могила міфічного чи реального царя-жреця чи героя) або як мавзолей знатного фракійського правителя, який жив у V - III ст.  до. н.е.  - періоді зростання фракійської культури.
Вся територія в околицях Малко-Тирново усіяна дольменами, некрополями, гробницями і стародавніми святилищами.

### Музеї

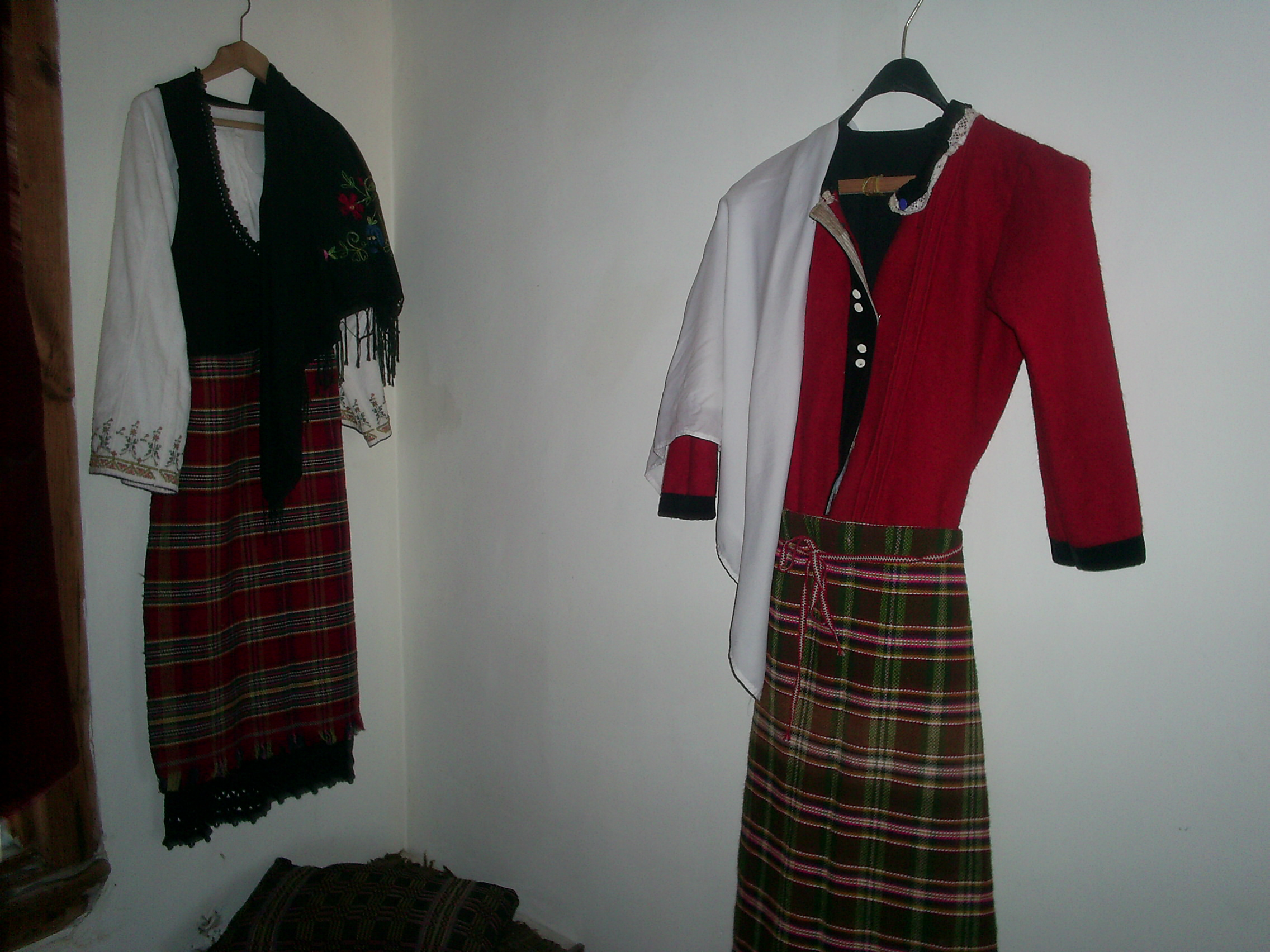
Народні костюми зі Странджи

У місті є три музеї - археологічний, історичний та природничий.
В історичному музеї розташовано 5 експозицій, розташованих в трьох будинках Странджанського відродження: археологія, нова і нітня історія, іконопис, етнографія і природа.

### Храми
На території міста є два християнські храми. Православна церква "Успіння Богородичне" розташована в центрі Малко-Тирново. Побудована на місці старої церкви 1754 року. Один з перших дослідників Малко-Тирново, Стоян Шивачев, повідомив про 7 - 8 руїн  старих церков у місті та його околицях.  У 2018 році  церква визнана пам'яткою культури місцевого значення.
Церква побудована відповідно до місцевих традицій з каменю. У стінах використані антикварні фронтони, взяті з фракійських і римських святилищ в місті і його околицях. У храмі описано понад 160 ікон  місцевих майстрів, що відображають розвиток іконографічної школи Странджі.
У своїй багатовіковій історії церква намагалася зберегти і пропагувати болгарську національність і духовність.  Завдяки зусиллям православних і католицьких церков, болгарське населення в Малко-Тирново і Странджі були врятовані від отурчування та огречування.
Другий храм - Східнокатолицька церква Святої Трійці.
У 1868 році католики в Малко-Тирново побудували свою першу церкву "Св.  Петка".  Під час розкопок  фундаменту знайдені сліди стародавнього язичницького храму.  Будівля церкви була побудована з каменю і звичайної глини.
Близько 1928 року стіни будівлі церкви почали руйнуватися, а 10 серпня 1931 року був закладений головний камінь нинішньої парафіяльної церкви Святої Трійці.
Ікони, вівтар і літургійні предмети були переміщені з Едірне, з болгарської церкви «Св.  Кирила і Мефодія», побудованій в середині 19 століття.
Одним з найцінніших реліквій  є чудотворна ікона Богородиці, названа тут Покровителькою єдності  християн. 25 травня 2002 року, під час свого візиту до Болгарії, папа Іван Павло II увінчав ікону з Малко-Тирново.
Каплиця Св. Богородиці оголошена святинею католицької церкви в Болгарії.  Сотні паломників  приїжджають молитися в храм «Свята Трійця».

### Культура
Громадський центр "Просвіта 1914" в Малко-Тирново - стійкий культурний заклад із специфічною місією з збереження та розвитку нематеріальної культурної спадщини міста та області. Діяльність читального центру покладається на національну, соціальну, культурну, освітню та інформаційну організацію та відповідає викликам сучасності. Природа та інтенсивне культурне життя протягом весняних та літніх місяців є причиною того, що місто відвідують багато людей, в основному молодь. Центр пропонує свої зали, читальний зал, салон, бібліотеку для проведення культурних заходів та сприяє просуванню культурної та історичної спадщини. Тут працюють  самодіяльні клуби.

### Природа
У колишньому хвостосховищі флотаційного заводу, приблизно в 0,5 км на північний захід від міста, загальною площею близько 760 га, виявлено 92 види хребетних тварин - дивовижне біорізноманіття на такій невеликій території з підвищеним техногенним впливом. У 2000 р.  останній раз бачили стерв`ятника (Neophron percnopterus) в Странджі.  Тоді вид зникає і не спостерігається ніде в районі.

### Регулярні події
Літній університет або "експедиція" - "Странджанські гори і їх роль у передачі цивілізацій схід-захід", щорічно організовуються Новим Болгарським університетом, Софійським університетом та Південно-західним університетом, за підтримкою муніципалітета Малко Тирново та муніципалітета Киркларелі (Туреччина).  Фестиваль ремесел "По-малкотирнівськи - від джерел Странджі" - наприкінці липня; культурні свята - останній тиждень серпня.

## Галерея

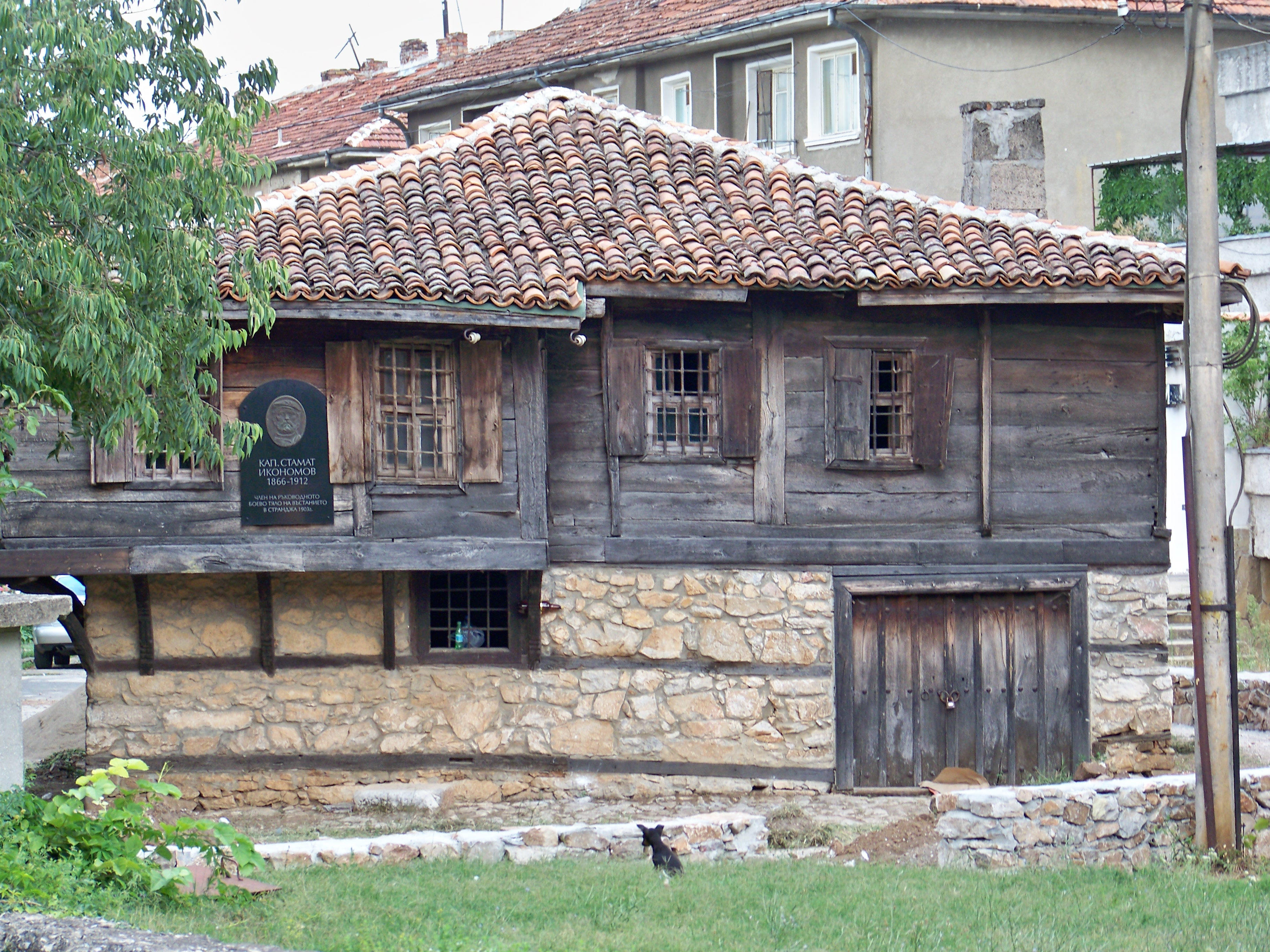
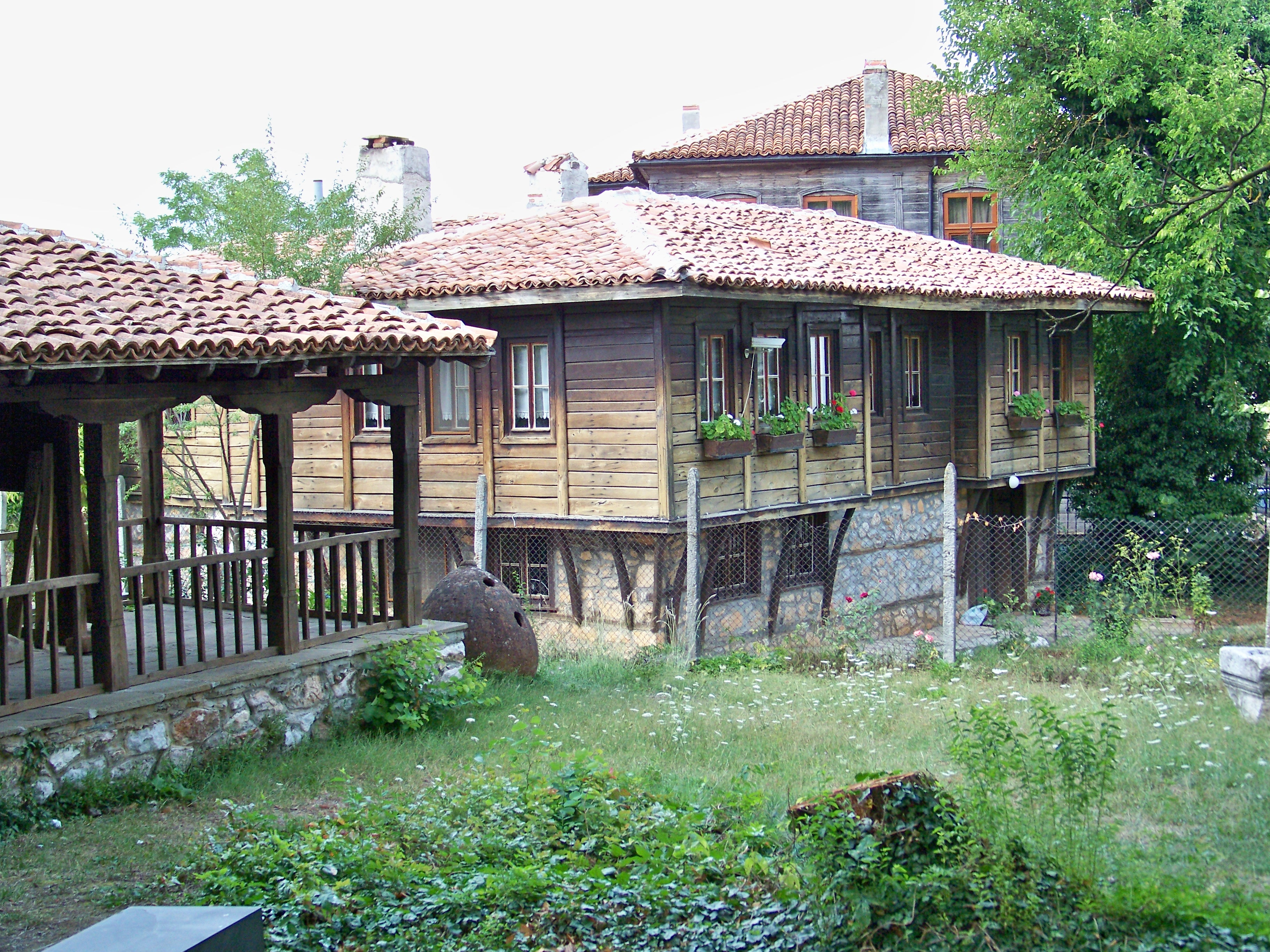
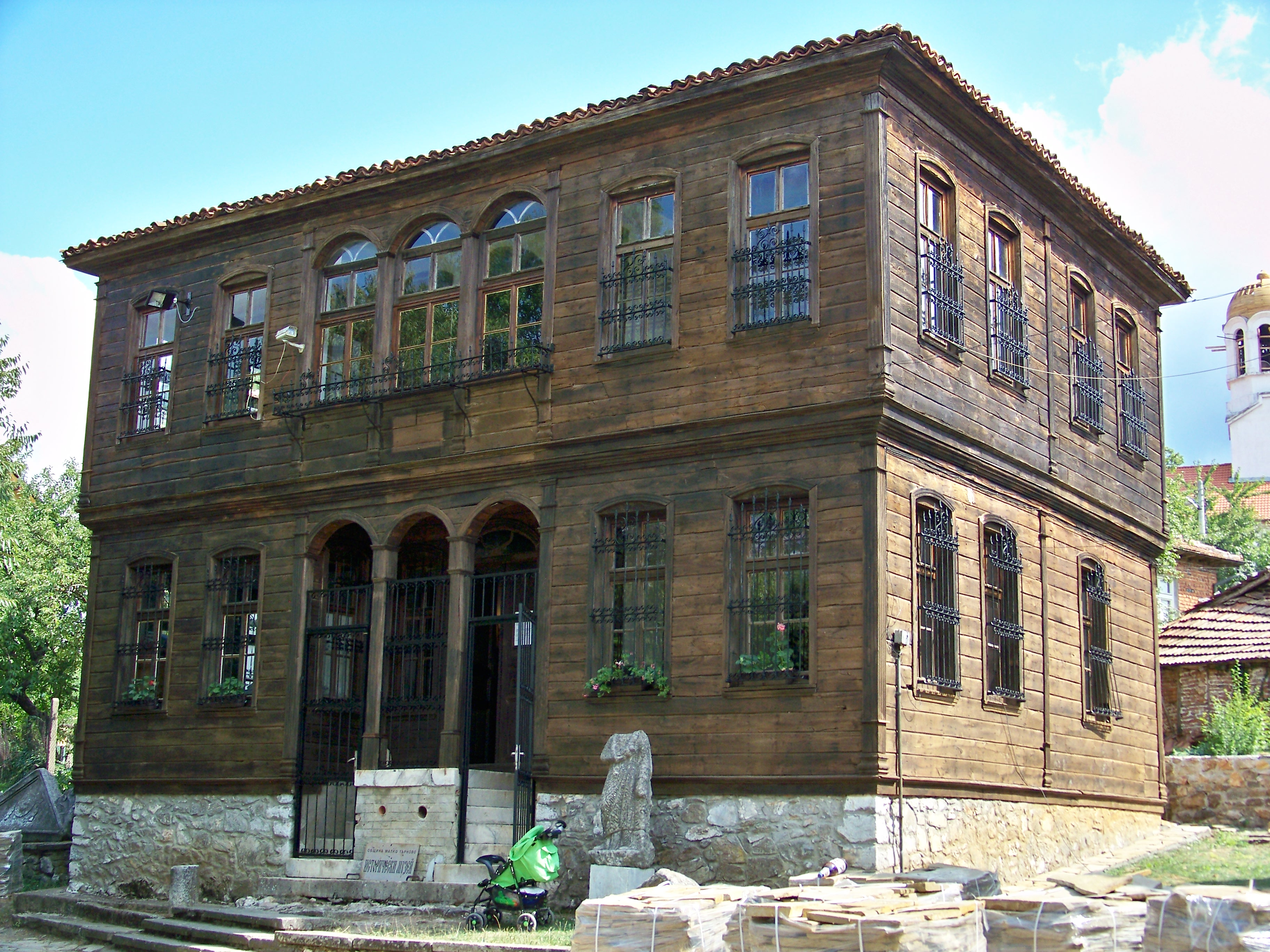
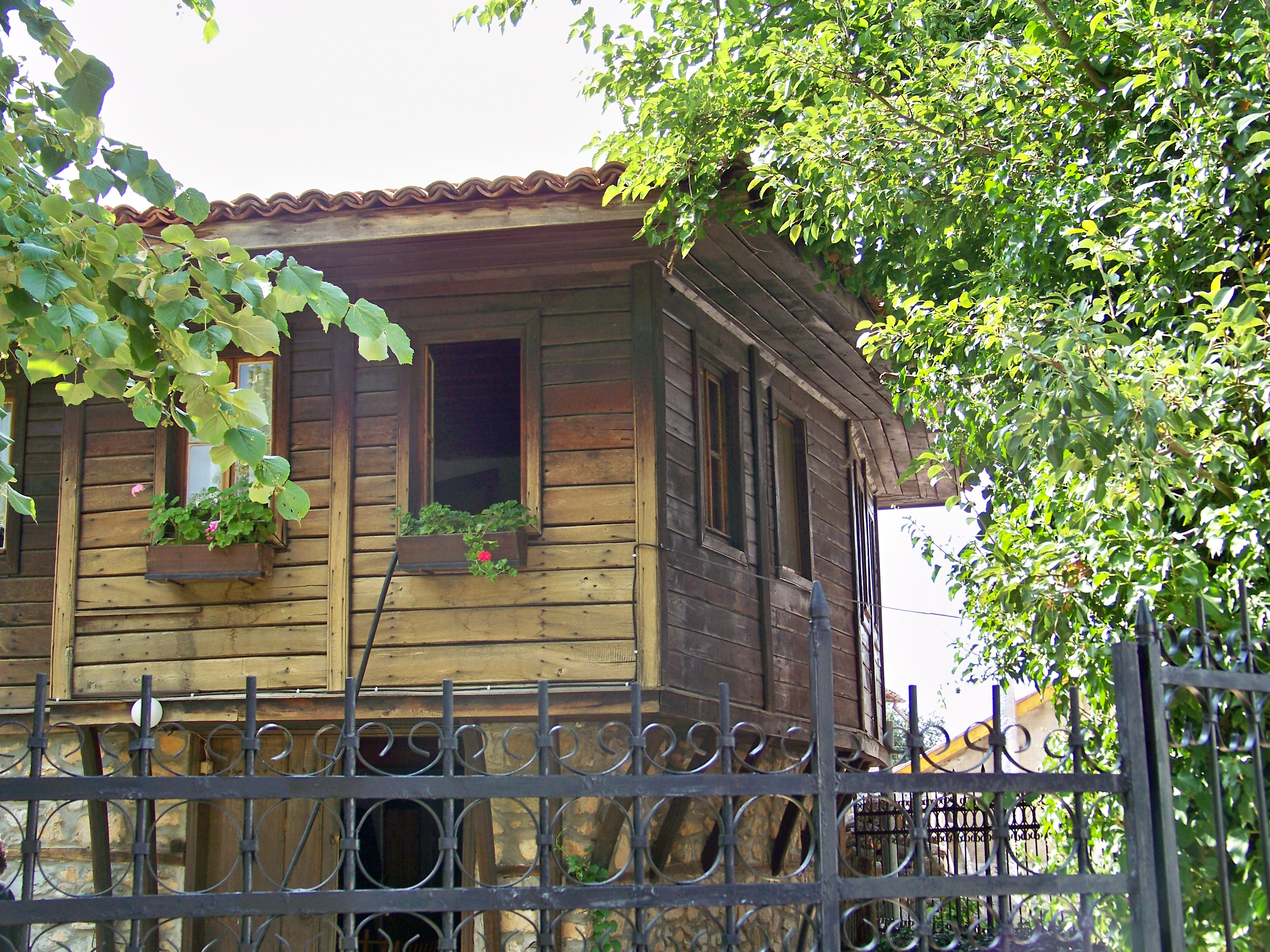
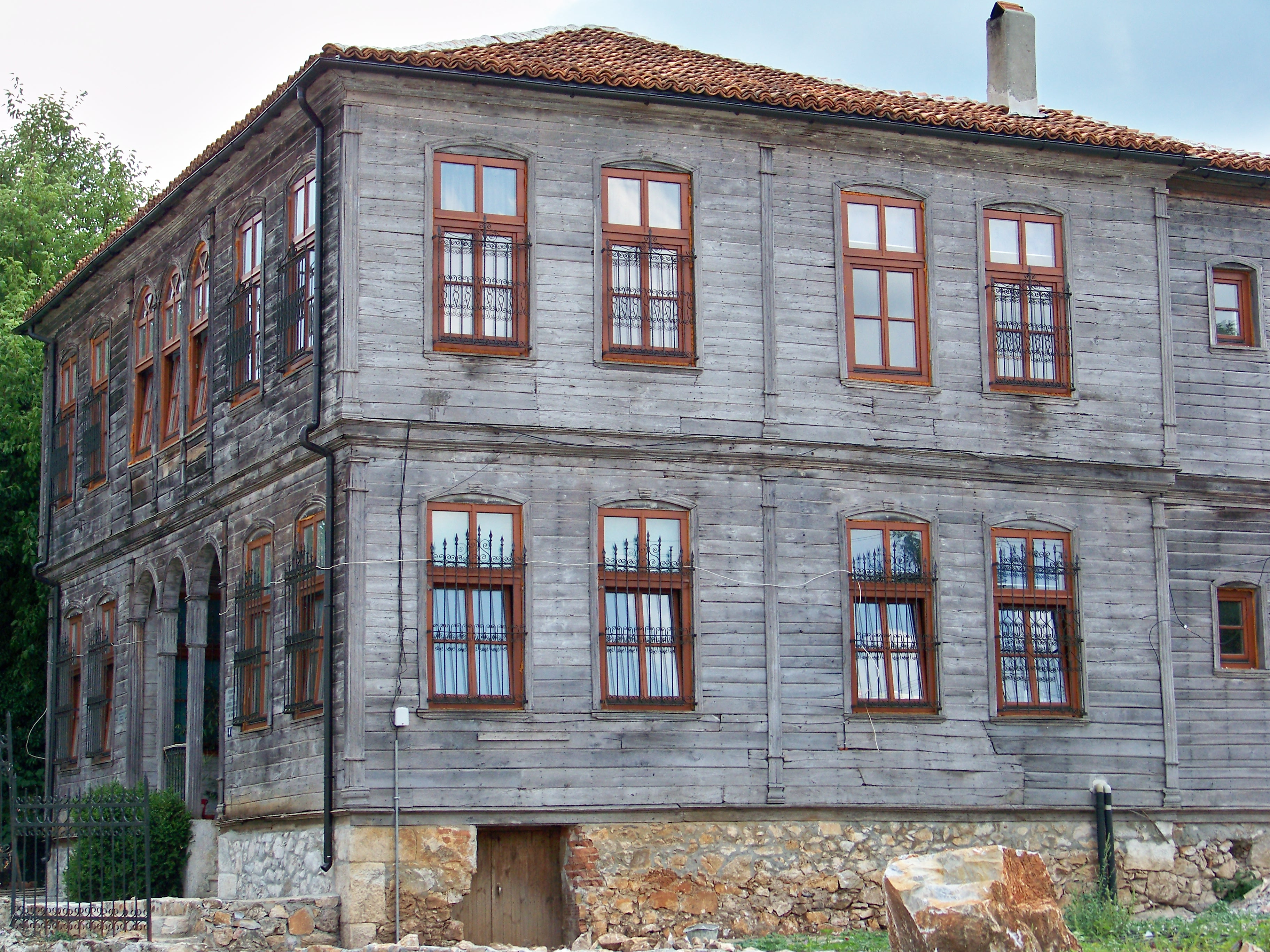

## Зовнішні посилання
- Офіційний адміністративний сайт муніципалітету Малко-Тирново [Архівовано 8 червня 2012 у Wayback Machine.]
- Громадський центр "Просвіта 1914" - Малко Тирново [Архівовано 22 листопада 2018 у Wayback Machine.]

| Болгарія | Це незавершена стаття з географії Болгарії. Ви можете допомогти проєкту, виправивши або дописавши її. |